# Maria Teresa Albani
Maria Teresa Albani (Trieste, 14 agosto 1921 – Los Angeles, 10 dicembre 1989) è stata un'attrice italiana, vincitrice del Nastro d'argento per la migliore attrice non protagonista con Per le antiche scale (1976), di Mauro Bolognini.

## Biografia
Iscritta all'Accademia nazionale d'arte drammatica, si diplomò nel 1946 nel ruolo di Colombina ne La bottega dell'antiquario. Suoi compagni di corso erano, tra gli altri, Nino Manfredi, Paolo Panelli, Tino Buazzelli.
Cominciò la sua carriera in teatro, distinguendosi per la spigliatezza e la simpatia recitativa. Dopo un lungo apprendistato sui palcoscenici, che le fornì un bagaglio recitativo completo, passò al cinema nel 1950, sostenendo una particina nel film Contro la legge di Flavio Calzavara.
Caratterista molto preparata, apparve in seguito in In nome del popolo italiano (1971) di Dino Risi, Per le antiche scale (1975) di Mauro Bolognini e in Febbre da cavallo (1976) di Steno, nel ruolo della cartomante.
Il suo ultimo ruolo da attrice è stato nello sceneggiato televisivo La Storia (1986) di Luigi Comencini.

## Filmografia

### Cinema
- Contro la legge, regia di Flavio Calzavara (1950)
- Scuola elementare, regia di Alberto Lattuada (1954)
- Morte di un amico, regia di Franco Rossi (1959)
- In nome del popolo italiano, regia di Dino Risi (1971)
- Il vero e il falso, regia di Eriprando Visconti (1972)
- Amore e ginnastica, regia di Luigi Filippo D'Amico (1973)
- Per le antiche scale, regia di Mauro Bolognini (1975)
- La donna della domenica, regia di Luigi Comencini (1975)
- Febbre da cavallo, regia di Steno (1976)

### Televisione
- Il romanzo di un maestro, regia di Mario Landi – miniserie TV (1959)
- La Pisana, regia di Giacomo Vaccari – miniserie TV (1960)
- Il segreto di Luca, regia di Ottavio Spadaro – miniserie TV (1969)
- La porta sul buio, regia di Mario Foglietti – miniserie TV, episodio La bambola (1973)
- La Storia, regia di Luigi Comencini – miniserie TV (1986)

## Teatro
- La famiglia dell'antiquario di Carlo Goldoni, regia di Alfredo Zennaro. Teatro Quirino di Roma, 17 aprile 1946. (saggio degli allievi dell'Accademia)
- Delitto e castigo, da Fëdor Dostoevskij, regia di Luchino Visconti. Teatro Eliseo di Roma, 12 novembre 1946.
- Vita col padre di Howard Lindsay e Russel Crouse, regia di Gerardo Guerrieri. Teatro Quirino di Roma, 29 gennaio 1947.
- Euridice di Jean Anouilh, regia di Luchino Visconti. Teatro della Pergola di Firenze, 28 febbraio 1947.
- Spiritismo nell'antica casa di Ugo Betti, regia di Orazio Costa. Piccolo Teatro di Roma, 12 aprile 1950.
- La buona moglie di Carlo Goldoni, regia di Luca Ronconi. Teatro Verdi di Pisa, 7 dicembre 1963.[2]
- Riunione di famiglia di T. S. Eliot, regia di Mario Ferrero. San Miniato, 25 agosto 1964.
- Le sedie di Eugène Ionesco, regia di Lucio Chiavarelli. Teatro dei Servi di Roma, 8 novembre 1965.
- II nuovo inquilino di Eugène Ionesco, regia di Lucio Chiavarelli. Teatro dei Servi di Roma, 8 novembre 1965.
- La contessa di Maurice Druon. Teatro ai Dioscuri di Roma, 24 novembre 1966.

## Prosa radiofonica
- Un tale che passa di Gherardo Gherardi, regia di Sergio Tofano. Compagnia del Piccolo Teatro della città di Roma, trasmessa il 29 luglio 1952.